# Бурсенский, Владимир Алексеевич
Влади́мир Алексе́евич Бурсе́нский (2 апреля 1924, Дмитриевск, Донецкая губерния — 11 марта 2003, Волгоград) — советский футболист, универсал. Судья республиканской категории.

## Годы войны
В 1942 году был призван в армию в Свердловское военное училище курсантом, где прошёл ускоренный курс обучения. С марта 1943 по 1944 гг. командовал миномётным взводом 4-го Украинского фронта. С марта 1944 по август 1944 с тяжёлым ранением в левую руку был госпитализирован. С августа 1944 по декабрь 1944 был в резерве офицерского состава 3-го Украинского фронта с ограничением годности 2-й степени. В декабре 1944 года был уволен в запас и вернулся в Макеевку.

## Карьера
Футбольную карьеру начинал в команде «Сталь» из Макеевки. Сезон 1949 провёл в «Шахтёре» из Сталино. С 1950—1952 гг. выступал за сталинградское «Торпедо», а с 1953—1955 гг. — за саратовскую «Энергию». В 1959 году помогал старшему тренеру Сергею Плонскому в сталинградском «Тракторе». После завершения карьеры игрока работал футбольным арбитром, был председателем федерации футбола Волгоградской области.